# Pseudione dohrni
Pseudione dohrni is een pissebed uit de familie Bopyridae. De wetenschappelijke naam van de soort is voor het eerst geldig gepubliceerd in 1900 door Jules Joseph Bonnier.